# Cuarto Convenio de Ginebra

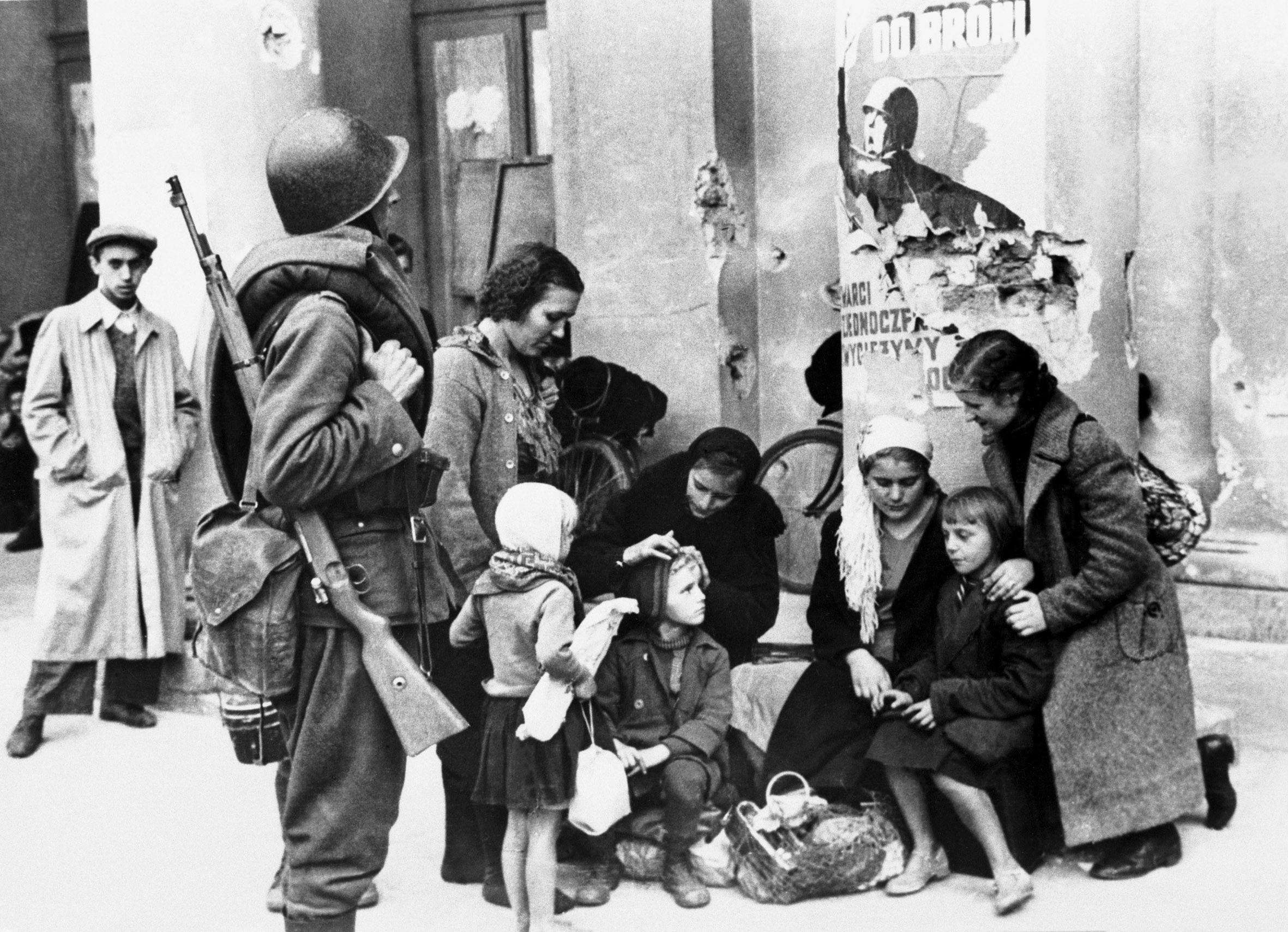
Varsovia, año 1939, refugiados y soldados

El Convenio de Ginebra relativo a la Protección de Personas Civiles en Tiempo de Guerra, comúnmente conocido como Cuarto Convenio de Ginebra y abreviado como GCIV, es uno de los cuatro tratados de los Convenios de Ginebra. Se aprobó en agosto del año 1949, y define la protección humanitaria para los civiles en una zona de guerra, y prohíbe la práctica de la guerra total. En este momento hay  194 países que forman parte de los Convenios de Ginebra del año 1949, incluyendo este cuarto tratado, pero incluyendo también a los otros tres.
En el año 1993 el Consejo de Seguridad de las Naciones Unidas aprobó un informe de la Secretaría General de Naciones Unidas y de una Comisión de Expertos, llegando a la conclusión de que los Convenios de Ginebra había pasado al cuerpo del Derecho internacional consuetudinario, lo que lo hace vinculante para los países no signatarios de los Convenios cada vez que se involucren en conflictos armados.

## Parte I. Disposiciones Generales
En él se establecen los parámetros generales del IV Convenio de Ginebra::
- Artículo 2. Establece que los signatarios están obligados por el Convenio, tanto en la guerra, conflictos armados, en la guerra que no ha sido declarado y en la ocupación del territorio de otro país.
- Artículo 3. Los Estados de las partes, incluso cuando no sea un conflicto de carácter internacional, deben como mínimo, cumplir con las protecciones mínimas a los que se describen como: combatientes, miembros de las Fuerzas Armadas que han depuesto las armas y a los combatientes que estén fuera de combate (fuera de la lucha), debido a las heridas, detenidos, o cualquier otra causa, serán tratadas, en todas las circunstancias, con humanidad, con las siguientes prohibiciones:
(a) Violencia contra la vida de las personas, en particular el asesinato de todo tipo, la mutilación, los tratos crueles y la tortura;
(b) Toma de Rehenes;
(c) Atentados contra la dignidad personal, especialmente los tratos humillantes y degradantes
(d) Dictar condenas y la realización de ejecuciones, sin previo juicio ante un tribunal regularmente constituido, con todas las garantías judiciales reconocidas como indispensables por los pueblos civilizados.
- Artículo 4. Define que es un persona protegida: Personas protegidas por el Convenio son las que, en un momento dado y en cualquier manera que se produzca, estén, en caso de conflicto u ocupación, en las manos de una Parte en conflicto o de una Potencia ocupante de la cual no son nacionales. Pero excluye explícitamente a los Nacionales de un Estado que no está vinculado por el Convenio y los ciudadanos de un Estado neutral o de un estado aliado si ese estado tiene normalizadas las relaciones diplomáticas dentro del Estado en cuyas manos están.
- Una serie de artículos especifica las Potencias Protectoras, el ICRC y otras organizaciones humanitarias que pueden ayudar en la Protección de personas.

La Protección de personas es la definición más importante en esta sección, debido a que muchos de los artículos en el resto del IV Convenio de Ginebra sólo se aplican a las personas protegidas.

## Parte II. Protección General de la Población Contra Ciertos Efectos de la Guerra
Artículo 13. Las disposiciones de la Parte II cubren la totalidad de las poblaciones de los países en conflicto, sin ninguna distinción de carácter desfavorable basado, en particular, en la raza, nacionalidad, religión u opiniones políticas, y están destinados a aliviar los sufrimientos causados por la guerra.

## Parte III. Situación y trato hacia personas protegidas

### Sección I. Disposiciones comunes a los territorios de las partes en el conflicto y a los territorios ocupados
Artículo 32. Una persona protegida / s no tiene nada hacer con ellos de tal índole que causen sufrimiento físico o la exterminación ... sufrimientos físicos o la exterminación de las personas protegidas en sus manos. Esta prohibición se aplica no solamente al homicidio, la tortura, el castigo físico, experimentos, mutilaciones y experimentos médicos o científicos que no sean requeridos por el tratamiento médico.
Si bien el debate sigue siendo muy popular en lo que constituye una definición legal de tortura (véase el debate en la página de Discusión sobre la tortura), la prohibición del castigo corporal simplifica el asunto, incluso el abuso físico más mundano está prohibido por el artículo 32, como medida de precaución contra las definiciones alternativas de tortura.
La prohibición de los experimentos científicos se añadió, en parte, en respuesta a los experimentos por médicos de Alemania y Japón durante la Segunda Guerra Mundial, de los cuales Josef Mengele, fue el más infame.

#### Castigos colectivos
Artículo 33. La persona protegida no puede ser castigada por un delito que él, o ella, no haya cometido. Castigos colectivos, así como todas las medidas de intimidación o de terrorismo están prohibidas.

El pillaje está prohibido.

Las represalias contra las personas protegidas y sus bienes están prohibidas.
En virtud de los Convenios de Ginebra del año 1949 los castigos colectivos son un crimen de guerra. Por los castigos colectivos, los redactores de los Convenios de Ginebra tenían en mente los asesinatos en represalia de la Primera Guerra Mundial y de la Segunda Guerra Mundial. En la Primera Guerra Mundial, los alemanes ejecutaron a aldeanos belgas en represalia masiva por la actividad de los Movimientos de la resistencia durante la Violación de Bélgica. En la Segunda Guerra Mundial los nazis llevaron a cabo una forma de castigo colectivo para reprimir la resistencia. A pueblos enteros, ciudades o distritos, se les hizo responsables de cualquier actividad de la resistencia que tuvo lugar allí. Preocupación adicional también se dirigió hacia los bombardeos atómicos de Estados Unidos sobre Hiroshima y Nagasaki, que, a su vez, provocaron la muerte y la enfermedad a millones de civiles japoneses, así como a sus descendientes [sic]. Para evitar estas situaciones, los Convenios reiteran el principio de responsabilidad individual. Un comentario del Comité Internacional de la Cruz Roja (CICR) sobre los Convenios señalaba que en un conflicto las partes a menudo recurren a "métodos de intimidación para atemorizar a la población" con la esperanza de prevenir actos hostiles, pero esas prácticas "atacan por igual a culpables e inocentes. Esto es contrario a todos los principios basados en la humanidad y la justicia."
El Protocolo Adicional II de 1977 pretende extender el respeto de los derechos humanos al contexto de conflictos internos dentro de un país, incluida la prohibición del castigo colectivo. Como un menor número de Estados han ratificado este Protocolo del IV Convenio de Ginebra, el artículo 33 del IV Convenio de Ginebra es el más comúnmente citado.

### Sección III. Territorios ocupados
Los Artículos 47-78 imponen obligaciones sustanciales a las potencias ocupantes. Además de numerosas disposiciones para el bienestar general de los habitantes de un territorio ocupado, una fuerza ocupante no puede deportar a las personas protegidas, o deportar o transferir partes de su propia población civil al territorio ocupado (Art. 49).
Sin embargo, la Potencia ocupante podrá efectuar la evacuación total o parcial de una zona determinada, si la seguridad de la población o imperiosas razones militares así lo requieren. Las evacuaciones no podrán implicar el desplazamiento de personas protegidas fuera de los límites del territorio ocupado, excepto cuando por razones materiales, sea imposible de evitar esos desplazamientos. La población así evacuada será devuelta a sus hogares tan pronto como las hostilidades en la zona en cuestión hayan terminado.
La Potencia ocupante, al efectuar tales traslados o evacuaciones, se asegurará, en la mayor medida posible, que se facilita alojamiento adecuado para recibir a las personas protegidas y que los desplazamientos se realizan en condiciones satisfactorias de higiene, salud, seguridad y alimentación, y de que los miembros de la misma familia no sean separados.
Las Potencias protectoras deberán ser informados de los traslados y de las evacuaciones tan pronto como se hayan llevado a cabo.
La Potencia ocupante no podrá retener a las personas protegidas en una región particularmente expuesta a los peligros de la guerra, a menos que la seguridad de la población o imperiosas razones militares así lo requieran.
La Potencia ocupante deberá tomar todas las medidas necesarias para facilitar la identificación de los niños y registrar su filiación. No puede, en ningún caso, modificar su estatuto personal, ni alistarlos en formaciones u organizaciones de ella dependientes.
Si las instituciones locales resultan inadecuadas para el propósito, la Potencia ocupante deberá tomar las medidas para el mantenimiento y la educación, si es posible, por personas de la misma nacionalidad, idioma y religión, de los niños que son huérfanos o separados de sus padres como resultado de la guerra y que no pueden ser adecuadamente atendidos por un pariente cercano o un amigo.
Una sección especial de la Oficina creada de conformidad con el Artículo 136 será responsable de tomar todas las medidas necesarias para identificar a los niños cuya identidad esté en duda. Los pormenores de sus padres o de otros allegados deben registrarse si están disponibles.
Si se instalan nuevos hospitales en territorio ocupado, y si los órganos competentes del Estado ocupado ya no desempeñan sus funciones, lo harán las autoridades de ocupación si es necesario y se les otorgará el reconocimiento previsto en el artículo 18. En circunstancias similares, las autoridades de ocupación deberán efectuar también el reconocimiento al personal del hospital y vehículos de transporte con arreglo a las disposiciones de los artículos 20 y 21.

## Parte IV. Aplicación de la Convención
Esta parte contiene las disposiciones oficiales o diplomáticos que se suelen colocar al final de un convenio internacional para resolver el procedimiento y para llevarlo a efecto se agrupan en este epígrafe (1). Son similares en los cuatro Convenios de Ginebra.

## Apéndices
El Comentario del CICR sobre el Cuarto Convenio de Ginebra dispone que cuando el establecimiento de zonas sanitarias y de seguridad en los territorios ocupados se discutieron se hizo referencia a un proyecto de acuerdo y se convino en que se añadiese como anexo I a la IV Convención de Ginebra.
El CICR señala que "el proyecto de acuerdo sólo se ha presentado a los Estados como un modelo, pero el hecho de que esté cuidadosamente elaborado en la Conferencia Diplomática, que finalmente lo adoptó, le da un valor muy real. Podría ser útil para ser tomado como una base de trabajo, por lo tanto, cuando un hospital se va a establecer en una zona."
El CICR señala que el anexo II es un "... proyecto que, de acuerdo con el artículo 109 (apartado 1) de la Convención, se aplicarán en ausencia de acuerdos especiales entre las Partes, los acuerdos con las condiciones para la recepción y distribución de envíos de socorros colectivos. Se basa en las tradiciones del Comité Internacional de la Cruz Roja, que lo presentó, y en la experiencia adquirida durante la Comisión de la Segunda Guerra Mundial."
El Anexo III contiene un ejemplo de una tarjeta de internamiento, letras y la correspondencia de la carta:
1. Un ejemplo de una tarjeta de internamiento, con las dimensiones de 10x15 cm.
2. Un ejemplo de carta con unas dimensiones of 29x15 cm.
3. Un ejemplo de tarjeta de correspondencia con las dimensiones de 10x15 cm.